# Шавет-эль-Амёр
Шавет-эль-Амёр (араб. شعبة العامر‎, фр. Chabet el Ameur) — коммуна на севере Алжира, на территории вилайета Бумердес, округа Иссер.

## Географическое положение
Коммуна находится в северной части вилайета, на высоте 187 метров над уровнем моря на площади 73 км2.
Коммуна расположена на расстоянии приблизительно 73 километров к востоку от столицы страны Алжира и в 39 километрах к юго-востоку от административного центра вилайета Бумердеса.

## Демография
По состоянию на 2008 год население составляло 33 459 человек.
Динамика численности населения коммуны по годам:
| 1977   | 1987   | 1998   | 2008   |
| ------ | ------ | ------ | ------ |
| 16 104 | 24 352 | 30 223 | 33 459 |